# Typhocesis
Typhocesis är ett släkte av skalbaggar. Typhocesis ingår i familjen långhorningar.
Kladogram enligt Catalogue of Life:
| Typhocesis | \| \| Typhocesis adspersa \| \| \| \| \| \| Typhocesis floccosa \| \| \| \| \| \| Typhocesis macleayi \| \| \| \| |
|            | \| \| Typhocesis adspersa \| \| \| \| \| \| Typhocesis floccosa \| \| \| \| \| \| Typhocesis macleayi \| \| \| \| |
|            | Typhocesis adspersa                                                                                               |
|            | |
|            | Typhocesis floccosa                                                                                               |
|            | |
|            | Typhocesis macleayi                                                                                               |
|            | |